# Moghrabié

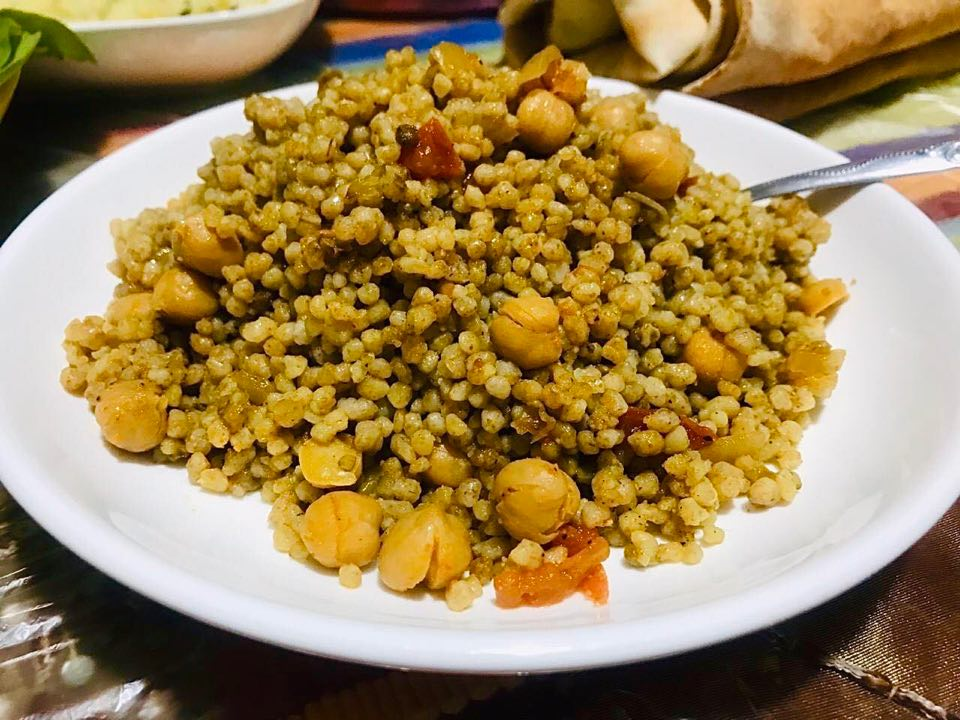
Une image d'un plat (maftoul), l'un des plats palestiniens populaires composé de granulés ou de petites boules de maftoul, auquel on ajoute du poulet, des tomates et des pois chiches, certains ajoutent de la courge.

Le moghrabié, moghrabieh ou maftoul (en arabe levantin : مغربية/مغربيه moghrabyeh ou مفتول maftul), aussi appelé couscous levantin (en arabe : الكسكس الشامي al kuskus al shami) est un mets culinaire proche-oriental issu de la cuisine levantine. Il s'agit d'une variante de couscous cuisiné et consommé au Levant. On le retrouve au Liban, en Palestine, en Jordanie et en Syrie.
Le couscous levantin se rapproche plutôt du berkoukes et de la mhamsa, du kusksu maltais et de la fregula sarde.

## Étymologie et dénominations
Il est appelé moghrabiyeh au Liban et en Syrie et maftul en Palestine et en Jordanie.
Il est surnommé par les non-Levantins kuskus al shami, « couscous levantin » ou « couscous du pays de Cham ».
Le terme moghrabyeh (ou mughrabiyeh) signifie « du Maghreb » ou « maghrébin » et rappelle l'origine maghrébine de ce mets culinaire.

## Variantes régionales
Dans certaines communautés du Levant, le couscous est fait avec du blé, du boulghour et de l'eau. Ce grain reste régional (fabriqué à la main dans certaines communautés syriennes et palestiniennes).
Au Liban le moghrabié est un plat de fête. Il est à la fois le nom du plat fini et des perles de semoule de blé dur roulée (également connue sous le nom de couscous libanais) utilisées pour le fabriquer. Dans la gastronomie libanaise, il est composé de poulet et d'agneau ou de bœuf.
Parmi les préparations et recettes libanaises on retrouve le moghrabié à l'agneau, le moghrabié au poulet, le  poulet au .
En Palestine, le plat dans lequel se prépare le maftoul est appelé maftuliyeh. Le maftoul est l'un des plats clefs de la cuisine palestinienne. C'est la pièce maîtresse d'un repas, lorsqu'il arrive sur la table et qu'il transforme un simple repas de famille en festin.
En Jordanie, le maftoul diffère du couscous du Maghreb de par la qualité de la semoule. Le grain de ce couscous est plus gros que celui du couscous du Maghreb, il s'apparente au gros grain du berkoukes.